# Danh sách vấn đề môi trường
Đây là danh sách những vấn đề môi trường có liên quan Tác động của con người đến môi trường:
- Biến đổi khí hậu
- Tác động môi trường của ngành công nghiệp năng lượng
- Kỹ thuật di truyền
- Đất
- Công nghệ nano
- Quá tải dân số
- Suy giảm ôzôn
- Ô nhiễm môi trường
- Độc tố
- Chất thải